# Johannes Gandil

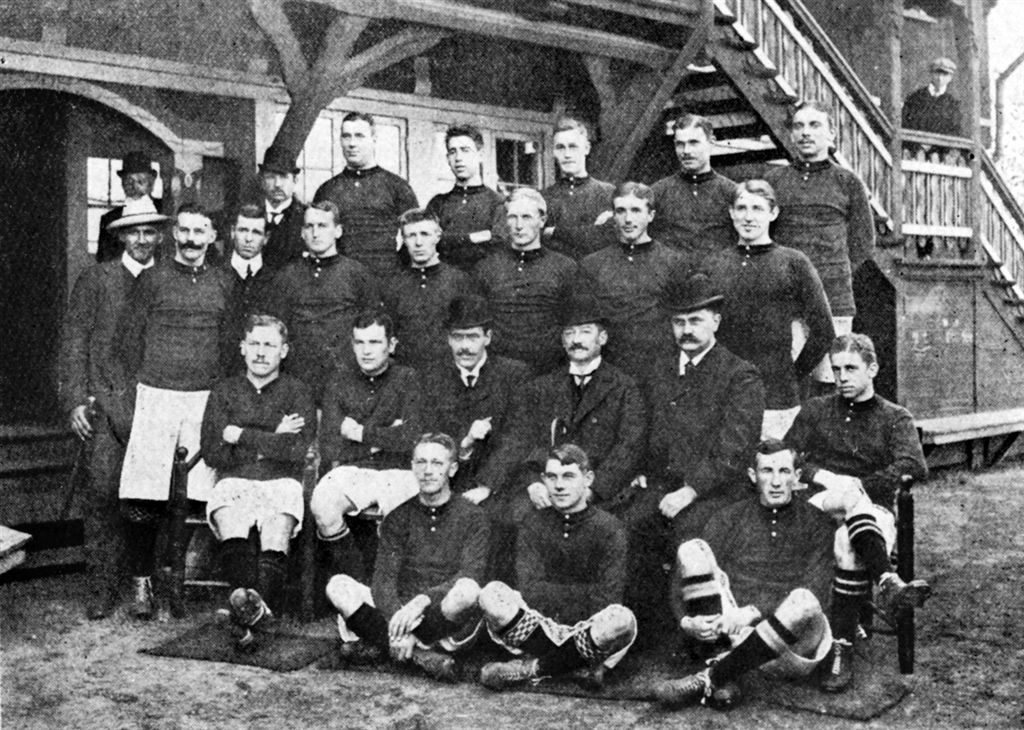

Johannes Gandil (Faaborg-Midtfyn, 21 de maig de 1873 – Ordrup, Gentofte, 7 de març de 1956) va ser un atleta i futbolista danès que va competir a cavall del segle xix i el segle xx. Com a atleta va prendre part en els Jocs Olímpics de París de 1900, en què quedà eliminat en sèries en la competició dels 100 metres. El 1902 guanyà el campionat danès d'aquesta mateixa modalitat.
Com a futbolista jugà com a davanter i en el seu palmarès destaca una medalla de plata en la competició de futbol dels Jocs Olímpics de Londres de 1908.
A la selecció nacional jugà un total un sol partit, en què no marcà cap gol.